# Purificatorium

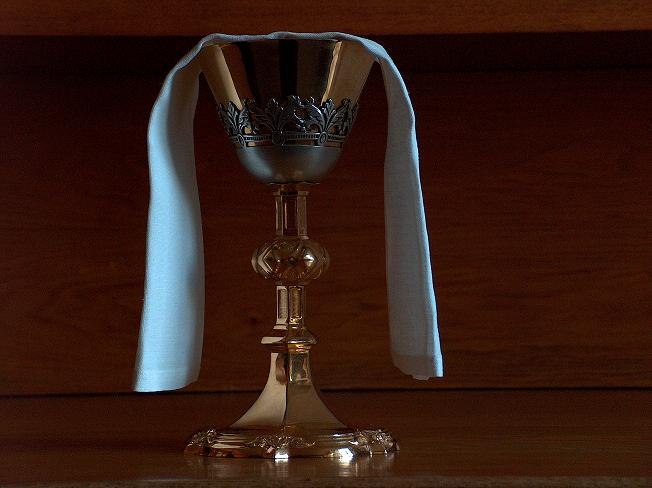

Het Purificatorium, ook wel kelkdoekje genoemd, is een lapje van wit gesteven linnen dat in de eucharistieviering wordt gebruikt om na de communie de miskelk te reinigen en vooral te drogen, nadat het uitspoelen (ablutie ofwel reiniging) van de gebruikte kelk met een weinig water heeft plaatsgehad. Omdat het mogelijk is, dat er ondanks de reiniging met water nog minuscule resten in de miskelk aanwezig zijn die volgens de leer van de Kerk zijn geconsacreerd, dus wezenlijk bestaan uit het bloed van Christus, worden de kelkdoekjes samen met de corporales, die ook met de geconsacreerde gaven in aanraking komen, apart gehouden van het andere linnengoed.